# Peerless (caminhão blindado)
Durante a Primeira Guerra Mundial, dezesseis caminhões estadunidenses Peerless foram modificados pelos britânicos para servirem de carros blindados. Estes tiveram um design relativamente primitivo com traseira aberta, armados com um autocanhão naval QF 2 pounder (conhecidos como Arma Pom-pom) de 40 milímetros (1,57 polegadas) e uma metralhadora, foram enviados para o Exército Britânico neste padrão em 1915. Eles também foram usados pelo Exército Russo Czarista como Artilharia Anti-aérea autopropulsada.
Após a guerra, um novo design tornou-se necessário para substituir os carros blindados que estavam desgastados. Como resultado, o design do Peerless caminhão blindado foi desenvolvido em 1919. Ele foi baseado no chassis do caminhão Peerless de três toneladas, com uma carcaça blindada construída pela Austin Motor Company.
O caminhão Peerless foi extremamente lento e pesado, mas considerado resistente, com pneus de borracha solida e corrente de tração na roda traseira. A blindagem para o veículo produzida pela companhia Austin foi baseada em um desenho anterior criado para o Exército Russo, que havia sido usado em número muito limitado no final da guerra na França. O desenho original Austin, contudo, era mais curto que no Peerless e a combinação resultante foi estranha e difícil de dirigir em espaços confinados. Para reduzir o problema, foi instalado na traseira do veículo um controle de direção.
A variante mais comum do veículo foi uma com torretas duplas com metralhadoras. Mas também teve outras variantes sendo desenvolvidas, incluindo um veículo armado com uma arma de 3 polegadas (76,2 milímetros) e uma variante anti-aérea com uma Ordnance QF 13-pounder 6 cwt AA.

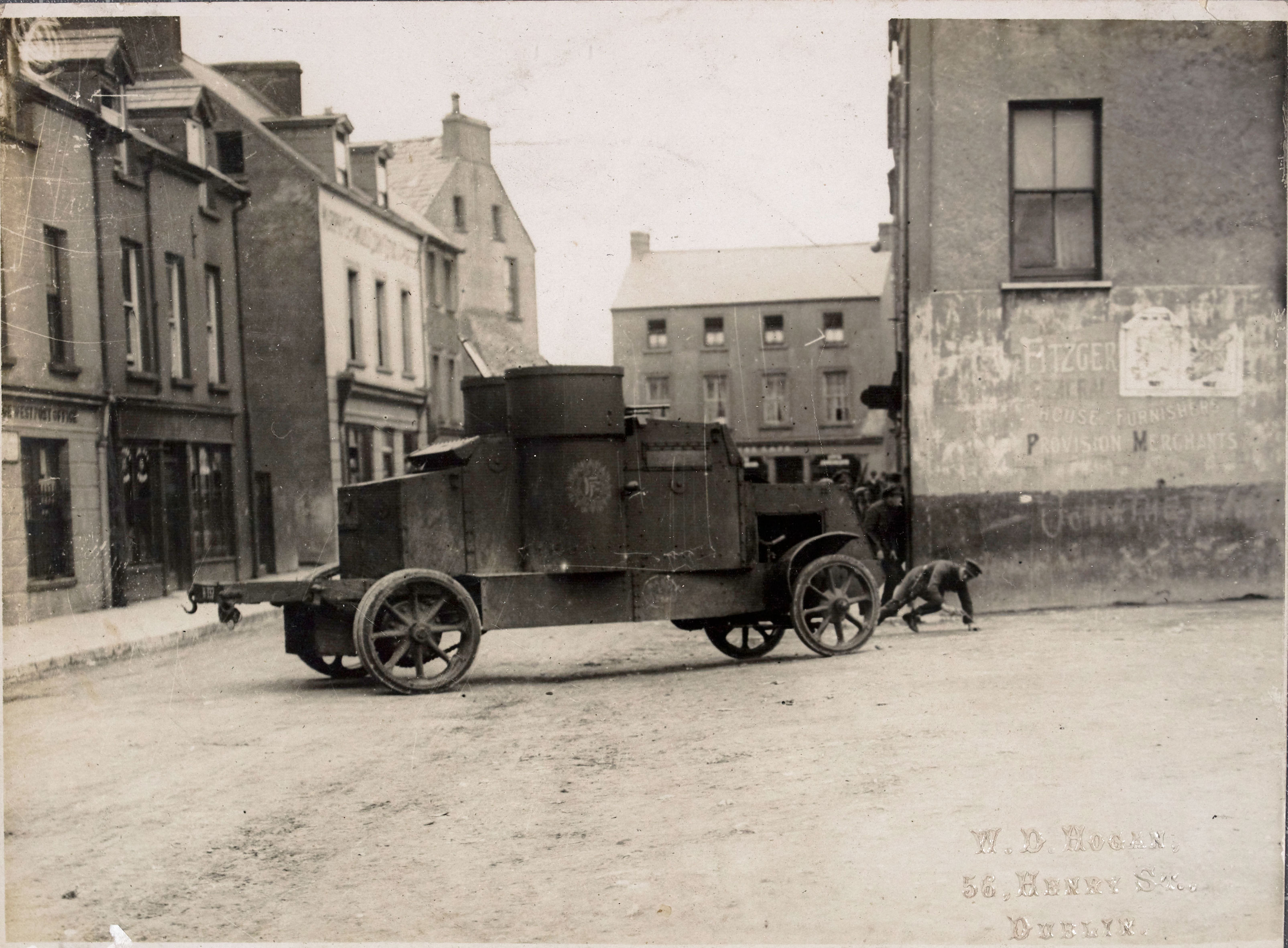
Um Peerless em ação em uma posição urbana no Condado de Cork durante a Guerra Civil Irlandesa, 1922

O baixo desempenho off-road prejudicava o veículo mas ele teve um considerável serviço, notavelmente com os irlandeses. Alguns ainda estavam em serviço com os britânicos no inicio da Segunda Guerra Mundial. Sete estavam em serviço com o Exército Nacional Irlandês durante a Guerra Civil Irlandesa e usados pela Forças de Defesa da Irlanda até 1932. O modelo não era popular no serviço irlandês. Um foi levado para a cidade de Cork abordo do SS Avronia como parte da força de desembarque marítima mas ficou um longo período para ser descarregado. O carro era confiável, mas lento, pesado, instável, e inadequado para estradas precárias – efetivamente significando que seu destacamento pelas forças armadas irlandesas estava quase exclusivamente restrito às áreas urbanas. Em 1935, quatro carcaças blindadas de Peerless irlandeses foram montadas no chassis modificado do veículo Leyland Terrier 6x2. Um ano depois as torretas duplas foram substituídas por uma simples provinda do carro de combate Landsverk L60. Este novo veículo ficou conhecido como Carro Blindado Leyland e permaneceu no serviço irlandês até o início da década de 1980. As 14 antigas torretas do Peerless com as suas duas metralhadoras Hotchkiss foram equipados em 1940 em chassis de veículos fabricados na Irlanda assim foram designados como sendo Carro Blindado Ford Mk V.